# Andrij Diłaj
Andrij Petrowycz Diłaj (ukr. Андрій Петрович Ділай, ros. Андрей Петрович Дилай, Andriej Pietrowicz Diłaj; ur. 13 listopada 1958 w Sokalu, w obwodzie lwowskim) – ukraiński piłkarz, grający na pozycji obrońcy, a wcześniej pomocnika.

## Kariera piłkarska

### Kariera klubowa
Wychowanek miejscowego klubu Chimik Sokal. Po służbie w wojsku w obwodzie zakarpackim został zauważony przez trenera Isztwana Sekecza, który zaprosił go do Howerły Użhorod. W 1979 razem z trenerem przeniósł się do Spartaka Iwano-Frankowsk. W sierpniu 1981 przeszedł do Dnipra Dniepropetrowsk, w barwach którego zadebiutował w Wyższej lidze ZSRR. W latach 1987–1992 występował w klubach Kołos Nikopol, Worskła Połtawa i Zirka Kirowohrad. W 1993 zakończył karierę piłkarską w rodzimej drużynie amatorskiej Chimik Sokal.

## Sukcesy

### Sukcesy klubowe
- mistrz ZSRR: 1983
- brązowy medalista Mistrzostw ZSRR: 1984, 1985
- zdobywca Pucharu Federacji Piłki Nożnej ZSRR: 1986

### Odznaczenia
- nagrodzony tytułem Mistrza Sportu ZSRR: 1982